# Іридієва аномалія

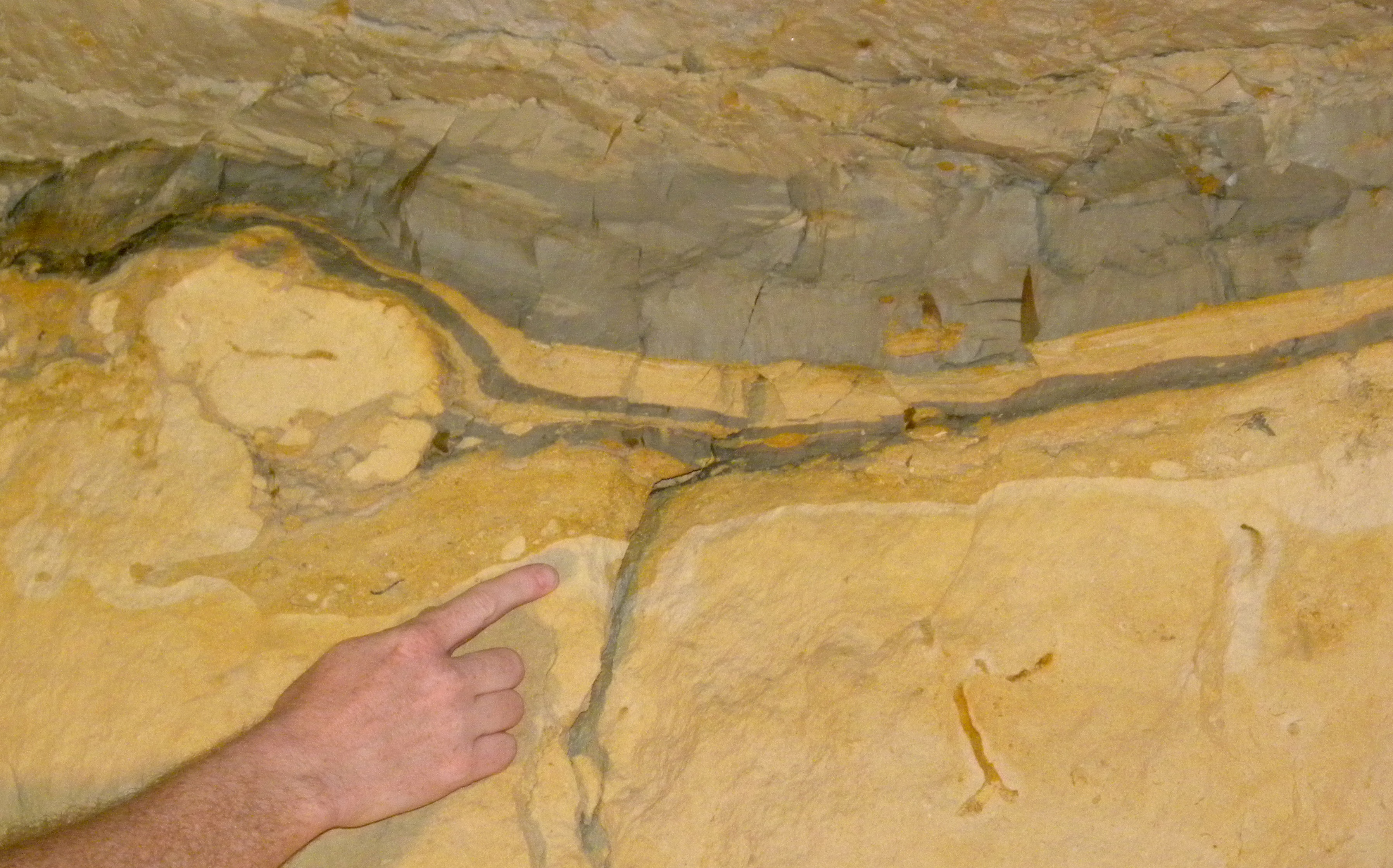
Крейдово-пелеогенний шар глини в тунелях поблизу Гюльхему (Geulhem), Нідерланди).

Іри́дієва аномалія — аномально високий вміст елементу іридію в окремо взятому тонкому прошарку осадових порід у земній корі. У геології цей прошарок асоціюється з межею між крейдою та палеогеном (англ. K—Pg boundary), або, інакше кажучи — з межею між мезозойською та кайнозойською ерами (англ. K—T boundary). Виникнення аномалії пов'язують із зіткненням Землі з астероїдом (розміром близько 10 км), яке сталося близько 65 млн років тому, та призвело до утворення кратера Чиксулуб.
Виявлення аномалії дозволило Луїсу Альваресу висунути гіпотезу, що крейдове вимирання, яке призвело до зникнення 70 % видів живих істот на земній кулі, зумовлене саме зіткненням Землі з великим космічним тілом. 

## Природа аномалії
Іридій є сидерофільним елементом і малопоширений у земній корі (0,05 нанограм/1 грам осадових порід), у космосі наявний у більшій кількості. У прошарку глини, товщиною в декілька сантиметрів, концентрація іридію є аномально високою, у 100—300 разів більше, ніж зазвичай в осадових породах. Цей прошарок лежить на межі відкладень між крейдовим та палеогеновим періодами, утворився близько 65 мільйонів років тому. Внаслідок ерозії та руху земної кори має різну глибину залягання, часто виходить на поверхню.

## Можливі пояснення
Наявність невимитого за мільйони років іридію в шарі закам'янілої осадової глини пояснюється надзвичайно низькою корозійною здатністю, нерозчинністю іридію в багатьох кислотах. Іридієвий прошарок глини має різну товщину, знайдений у багатьох місцях земної кулі разом із вкрапленнями шокового кварцу та домішками закам'янілої кіптяви, що свідчить про масивний вибух та сліди горіння лісів.. Вище іридієвого прошарку відкладення закам'янілих решток тварин палеогенового періоду є набагато рідшими, ніж у відкладеннях крейдового періоду. Оскільки частка іридію в земній корі надзвичайно мала, аномалія є одним з основних доказів метеоритних причин масового вимирання наприкінці крейдового періоду, .